# Dorfmuseum Mönchhof

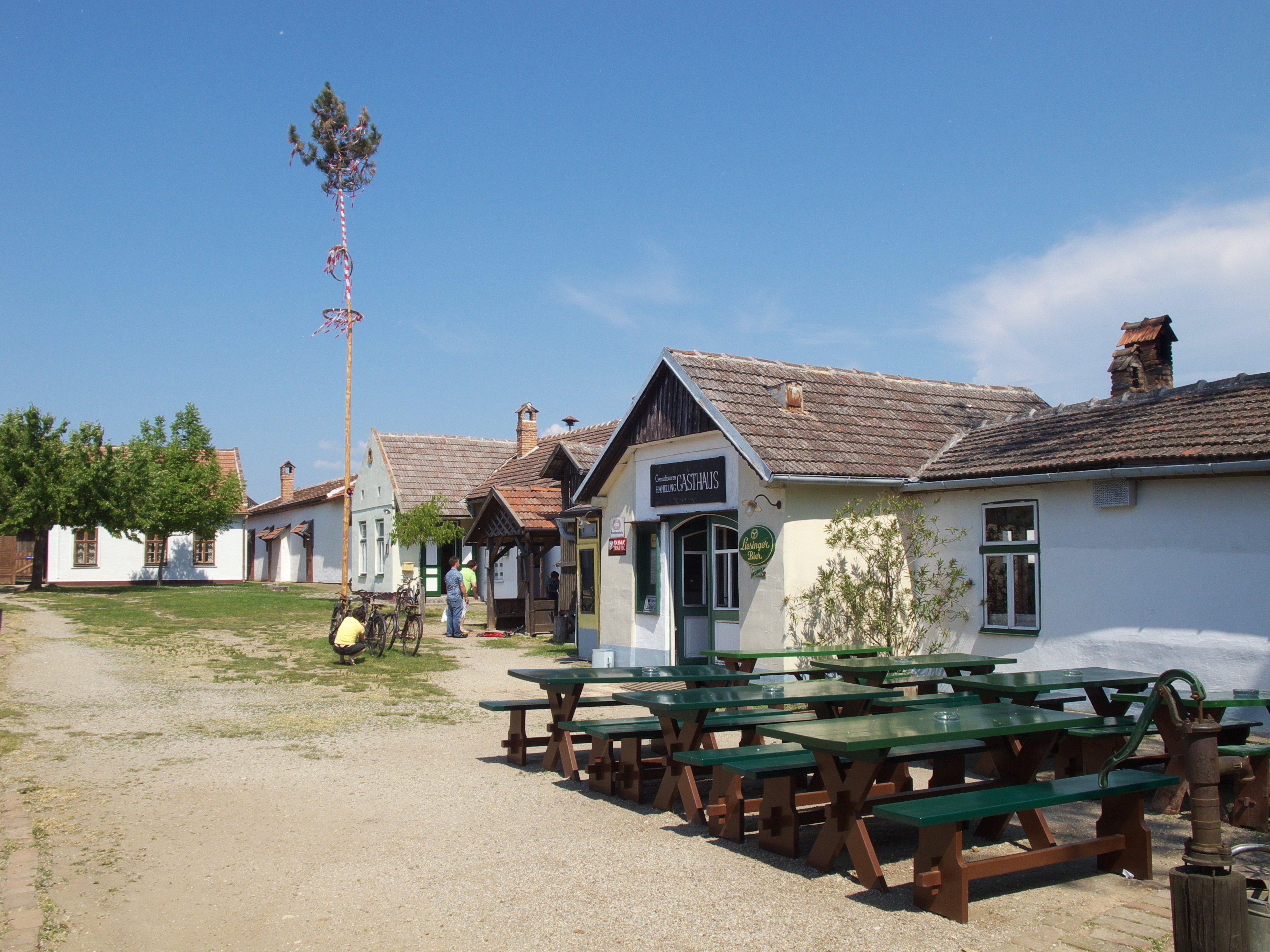
Dorfmuseum Mönchhof – Dorfplatz mit Wirtshaus und Maibaum

Das Dorfmuseum Mönchhof (Mönchhofer Dorfmuseum) ist ein Freilichtmuseum in Mönchhof im nördlichen Burgenland. Das seit 1990 bestehende Dorfmuseum wird von Christine und Josef Haubenwallner betrieben und gehört zu den touristischen Attraktionen im Seewinkel in der Umgebung des Neusiedler Sees.

## Beschreibung

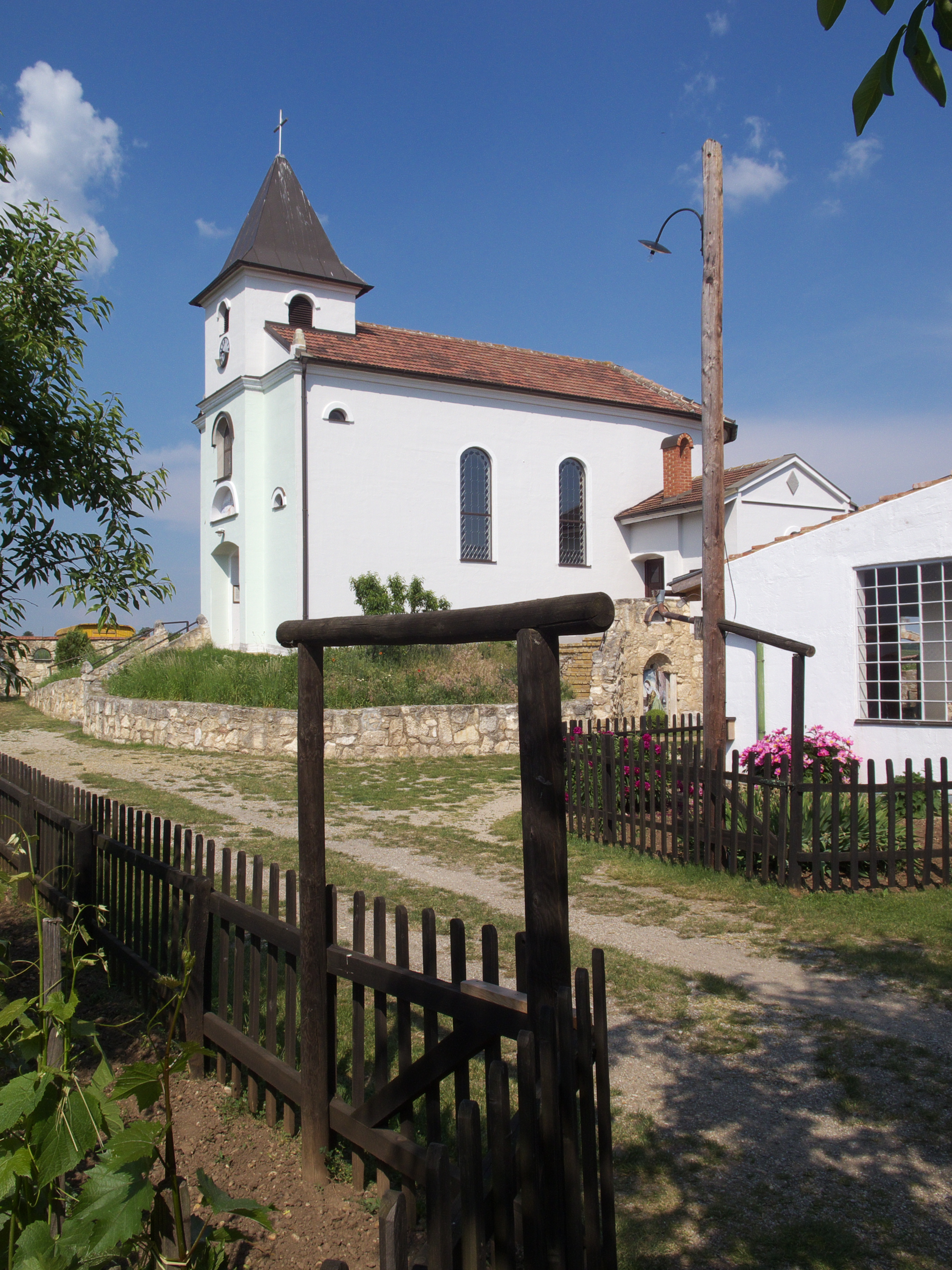
Die Pfarrkirche St. Josef

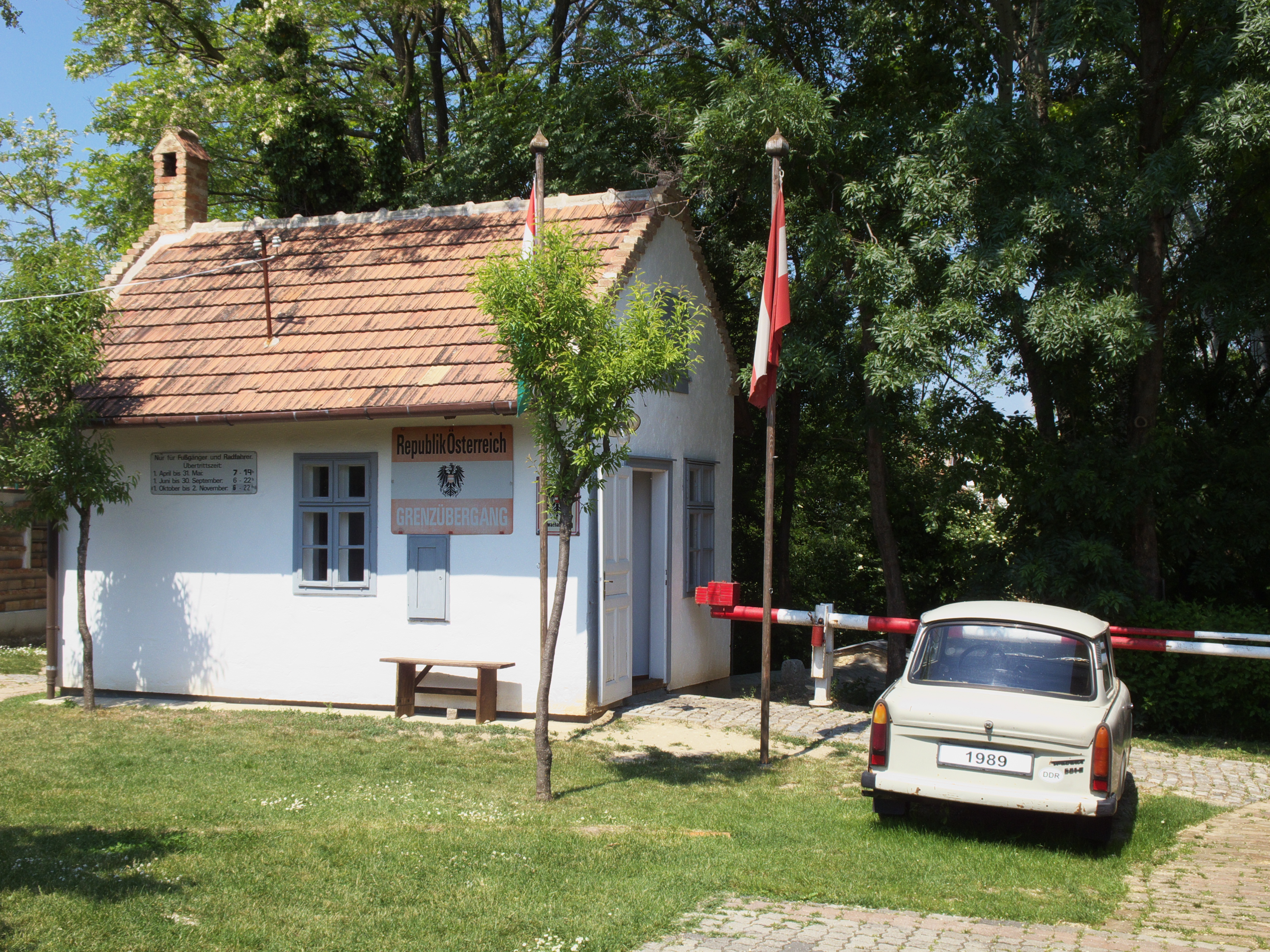
Der Grenzposten von Andau und ein Trabant 601 im Museum

Im Dorfmuseum Mönchhof wird ein Einblick in das Alltagsleben der Bauern und Handwerker im Heideboden (so die alte Bezeichnung für den nördlichen Teil der heute als „Seewinkel“ bezeichneten Region) in der Zeit von etwa 1890 bis in die späten 1960er Jahre gegeben. Anhand von rund 35 Gebäuden mit Werkstätten, Arbeitsgeräten und Einrichtungsgegenständen wird im Dorfmuseum versucht, den weitgehend von der Landwirtschaft geprägten Alltag dieser Zeit wieder lebendig zu machen. Neben dem Dauerausstellungsbereich gibt es im Dorfmuseum Mönchhof laufend Sonderausstellungen.

### Das Freilichtmuseum gliedert sich in drei Bereiche
- Grundlagen der Existenzsicherung
- Bevorratung für den Eigenbedarf
- Typisches Dorf mit alten Häusern und  Werkstätten
  - Volksschule
  - Gasthaus
  - Greißlerei
  - Kino
  - Gemeindeamt
  - Post
  - Feuerwehr-Depot
  - Milchhaus
  - Landmaschinenwerkstätte
  - Kirche
  - Halbwirtschaft, bestehend aus
    - dem Gehöft einer gut situierten Weinbauernfamilie (Wirtschaftskammern, Viehställe, Wagenschupfen, Stadl und eigener Weinkeller) und
    - Wohnräumen für den dörflichen Bäcker samt Backstube und kleinem Geschäft.

### Sonderstellung Grenzübergang von Andau
Eine Sonderstellung kommt dem im Dorfmuseum Mönchhof installierten Grenzübergang von Andau zu. Er verweist auf die Geschichte des ungarisch-burgenländischen Grenzbereichs in der zweiten Hälfte des 20. Jahrhunderts. Der originale Grenzbalken und der Nachbau der Grenzstation erinnern einerseits an die Ereignisse beim Ungarnaufstand 1956, andererseits an die Fluchtbewegung von DDR-Bürgern aus Ungarn nach Österreich im Jahr 1989. Der vor dem Grenzbalken aufgestellte Trabant wurde im Jahr 1989 von einem DDR-Bürger auf ungarischem Staatsgebiet zurückgelassen, als er über die grüne Grenze nach Andau flüchtete.

## Auszeichnungen
Am 21. November 2002 wurde dem Dorfmuseum Mönchhof das Österreichische Museumsgütesiegel verliehen.

## Galerie

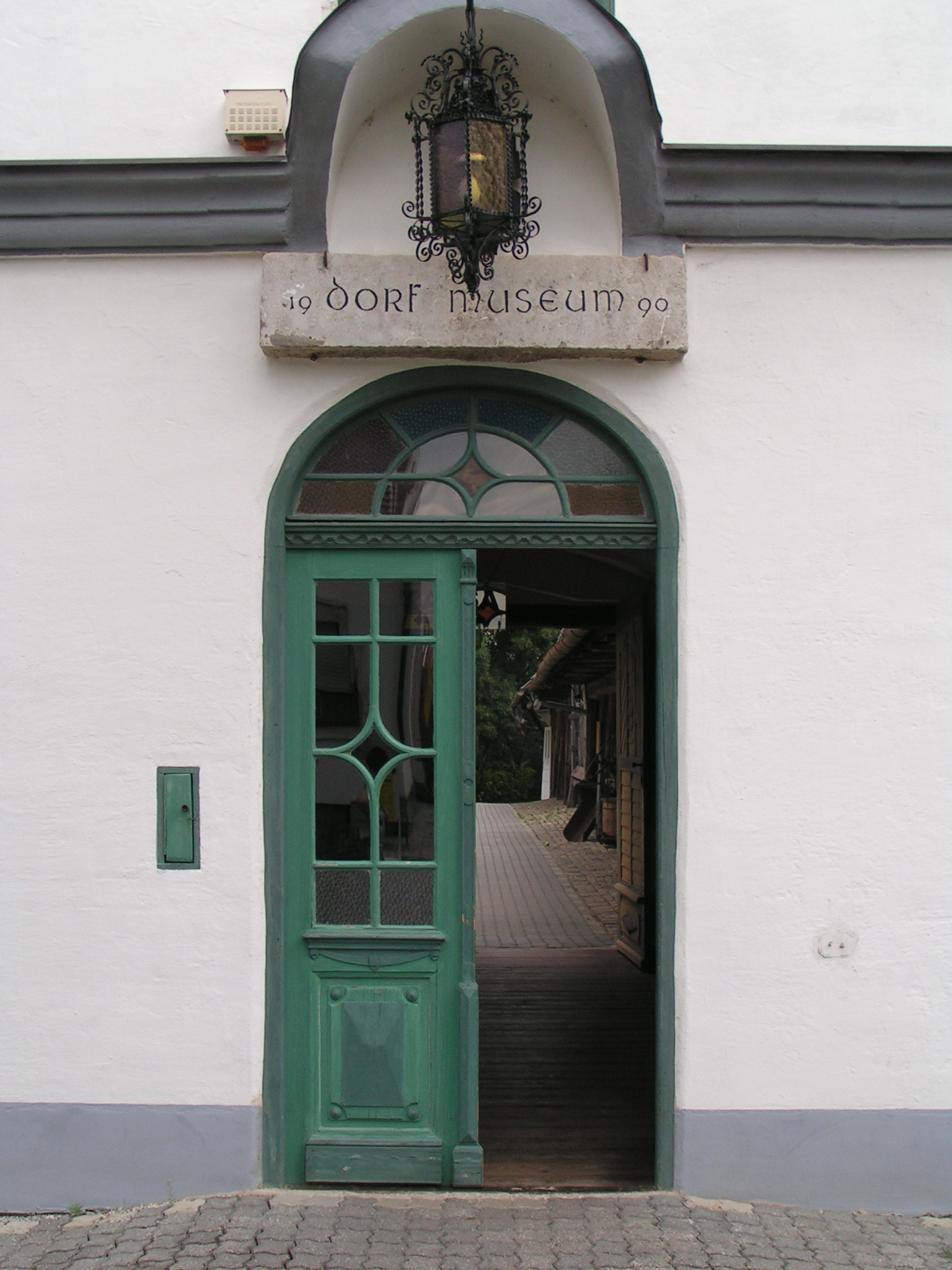
Eingang
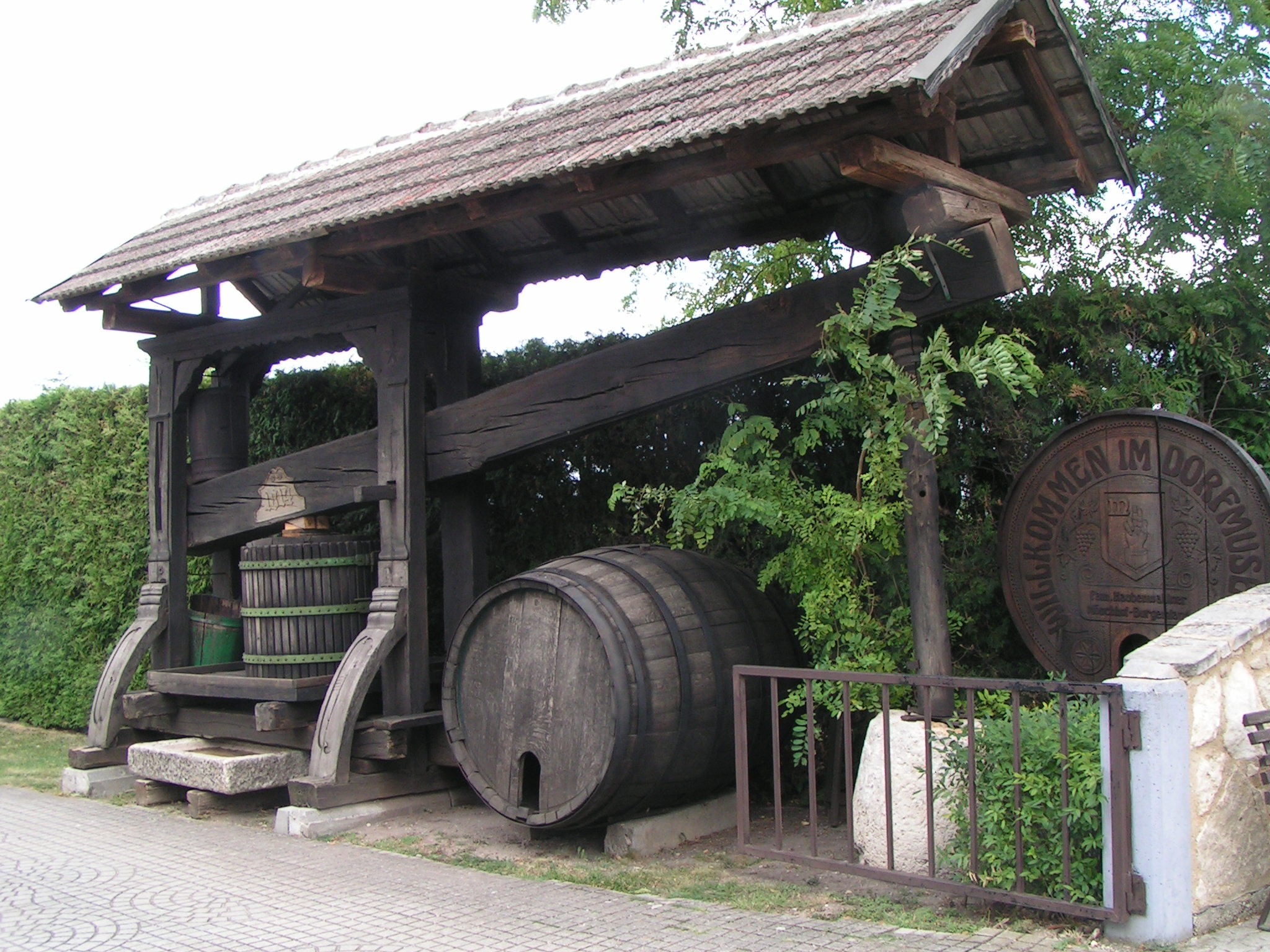
Winzergerätschaften
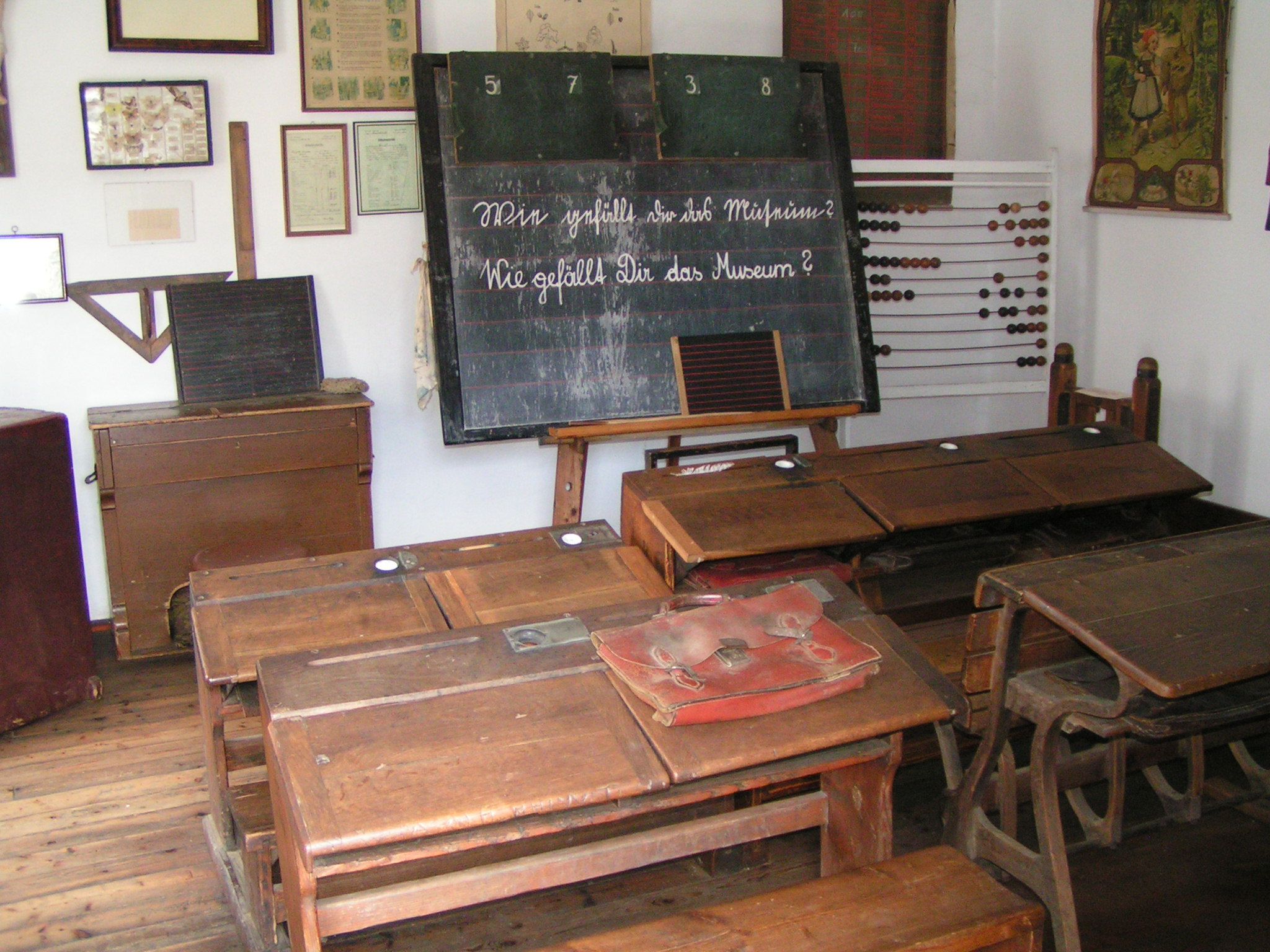
Klassenraum der Dorfschule
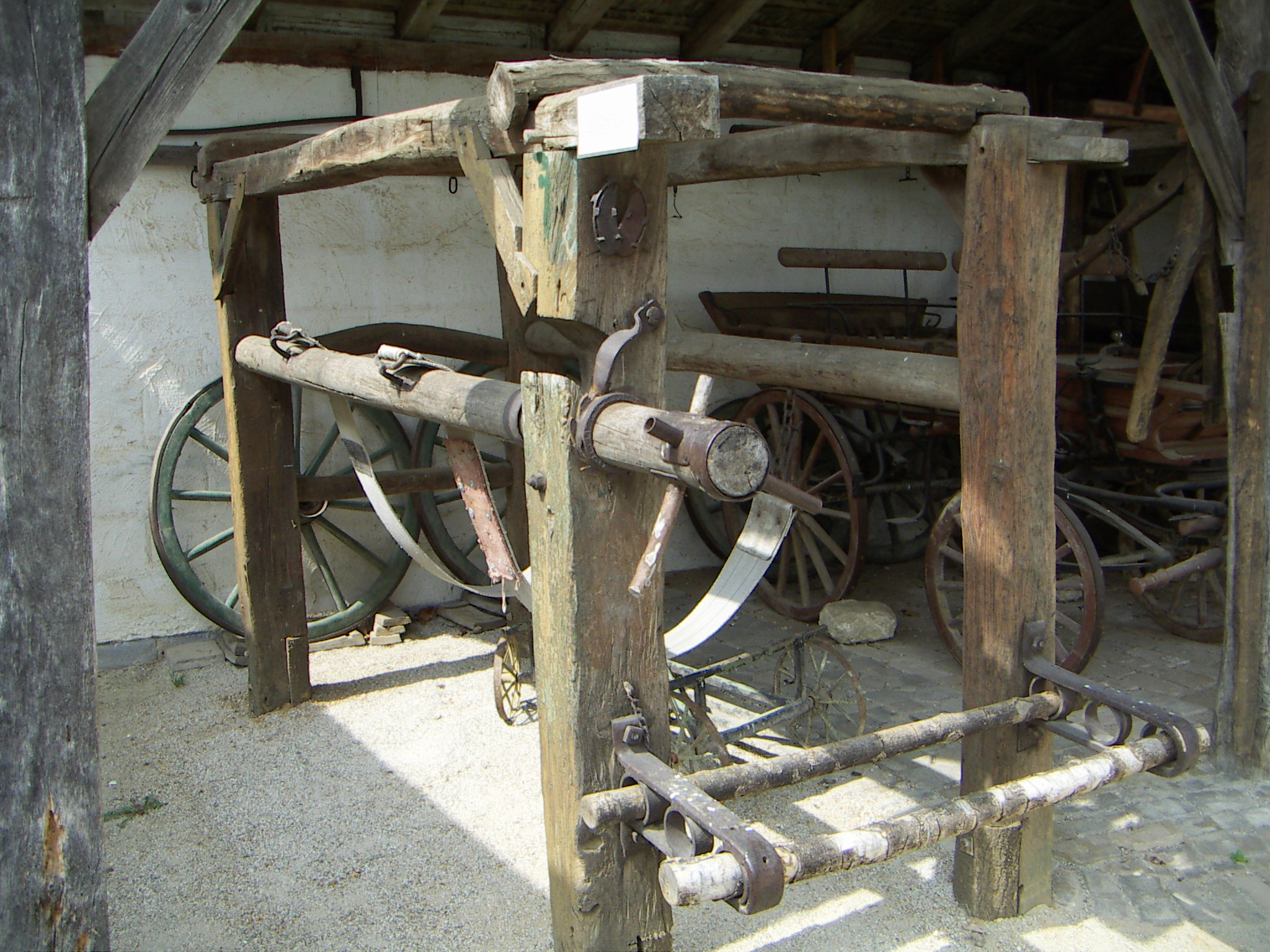
Vorrichtung zum Beschlagen von Ochsen
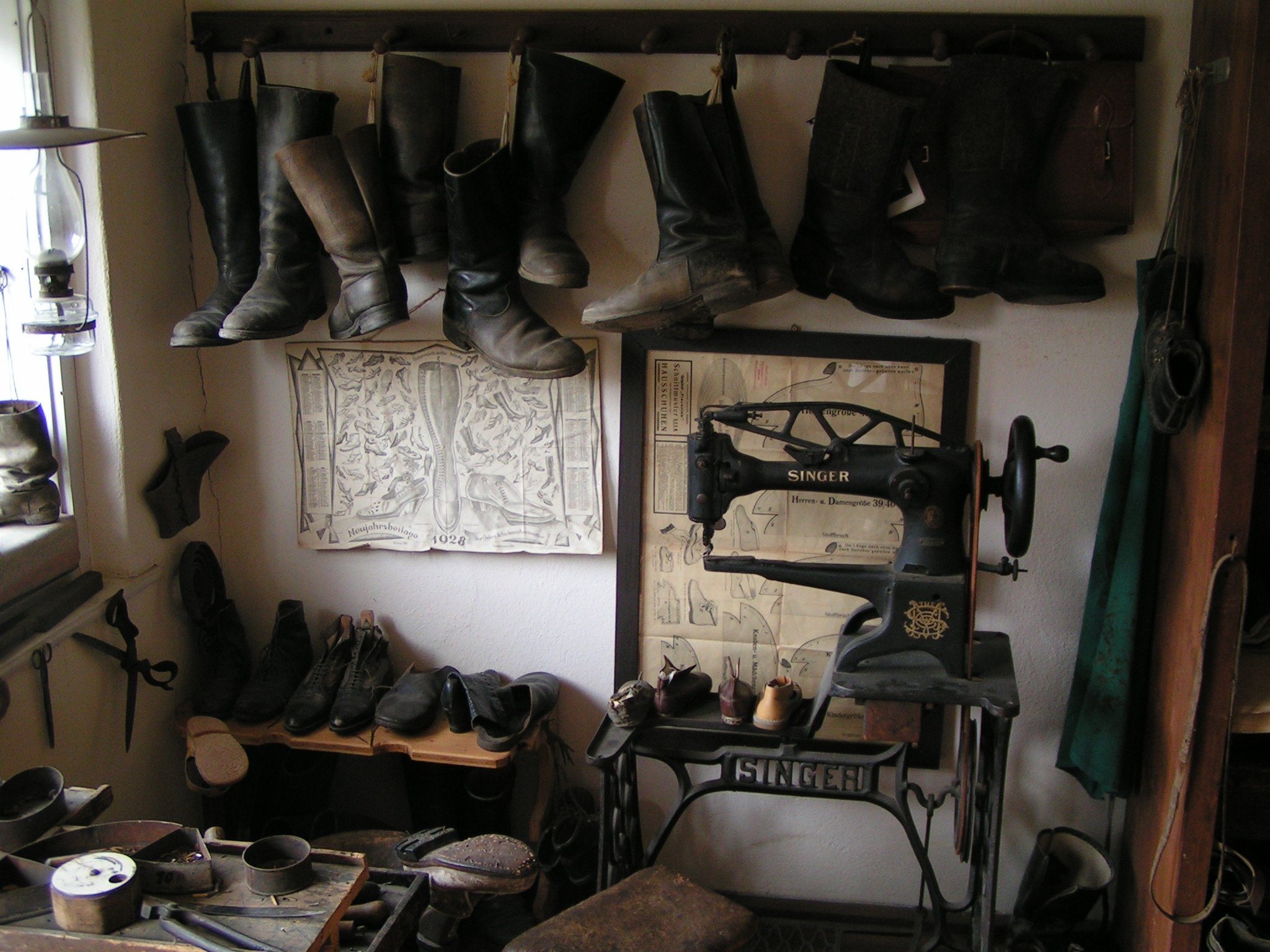
Schusterwerkstatt